# ربودن استلا
ربودن استلا (به انگلیسی: Kidnapping Stella) یک فیلم جنایی و دلهره‌آور آلمانی محصول سال ۲۰۱۹ به کارگردانی و نویسندگی توماس سیبن که بازسازی فیلم بریتانیایی ناپدید شدن آلیس کرید محصول ۲۰۰۹ است. داستان حول محور دو مرد به نام‌های ویک (کلیمنس شیک) و تام (مکس فون در گروبن) است که استلا (جلا هازه) را می‌ربایند، و نشان می‌دهد که چگونه او سعی می‌کند از چنگ دو آدم‌ربای نقابدار خود بگریزد.
این فیلم در تاریخ ۱۲ ژوئیه ۲۰۱۹ از طریق نتفلیکس منتشر شد. و بیش از ۱۸ میلیون حساب کاربری در هفته اول انتشار این فیلم را تماشا کردند.

## بازخوردها
نفیس احمد از وب سایت «هگ آن فیلمز» سه ستاره از پنج ستاره را به فیلم اهدا کرد. احمد داستان را غیرقابل تصور و قابل پیش‌بینی می‌دانست.